# وزارة المالية (ليسوتو)
وزارة المالية في ليسوتو هي المسؤولة عن المالية العامة في ليسوتو. الوزير الحالي هو ريتسيليسيتسو ماتلانياني، منذ توليه المنصب في عام 2022 م.